# 2112年多啦A夢誕生
《2112年多啦A夢誕生》是1995年3月4日公映的哆啦A夢附篇電影，由米谷良知導演，原作者藤子·F·不二雄，與《大雄的創世日記》同時上映。片長30分鐘，主要敘述哆啦A夢的誕生過程，其地位相當於《哆啦A夢》的前傳。舞台是1969年11月和2112年9月3日～2125年12月25日的日本。
本電影未曾於中文使用地發行影音產品或上映，僅印行書籍。
過去藤子曾創作過有關多啦A夢誕生過程的短篇，但藤子在本電影上映後保證「這個就是多啦A夢誕生過程的決定版本」，將本作拍板定案為正式設定，隨后大山版動畫也一直沿用。
水田版開播後，2005年4月15日~10月21日使用的片頭動畫，以及2007年9月7日播出的〈多啦A夢的重生之日〉基本上保留了本電影的所有設定（多啦A夢族除外），但自2011年9月9日播出了〈跑起來 多啦A夢！銀河賽車大會〉之后則不明，對此官方未作說明。

## 故事概要
1969年11月，漫畫家藤子·F·不二雄（藤本弘）正苦於想不到新連載漫畫的點子，回到家後還是不斷苦惱……接著畫面從藤子書桌抽屜穿越時光隧道來到了22世紀。
多啦A夢最初是被批量生產用於照顧小孩子的貓型機器人中的一員。當時身體為蛋黃色、聲音音調較高、有著尖形耳朵。由於正在被生產出來的時候，時空巡邏隊正在追逐兩名罪犯，在他們發生時空隧道追逐的時候產生的餘波不巧正好打掉了正在出廠線上的多啦A夢的一顆螺絲，由此使他產生了「獨特性格」。
由於被電擊，多啦A夢從很高的地方墜下，險些落入垃圾焚化爐。在即將被焚化銷毀之時，正好被遊盪到此的貓型舞女機器人多啦咪子救出。隨後進入機器人養成學校與當初與他一起出廠的機器人一同學習，期間多啦A夢的表現很差，被列為不合格的機器人。由於其性格古怪，於是校長將他轉入了高性能教學班裡去。但他的成績依然很糟糕，在此期間，他還認識了後來成為「多啦A夢族」的其他6個機器貓。
為了安慰多啦A夢，多啦咪子送給多啦A夢一個銅鑼燒，從此多啦A夢愛上了它。劇情暗示著「多啦咪子是多啦A夢的初戀」，而銅鑼燒餅正是多啦A夢初戀的味道。
結業後他們一起去參加電視台的非全新機器人領養節目「機器人展示會」，多啦咪子與其他同學被成功認養。最後輪到多啦A夢時完全沒人願意認養，就在主持人宣告節目即將正式結束，在場同學都為他感到惋惜時，剎那間一名小嬰兒誤按了「OK鍵」。最終多啦A夢進入野比家，成為這個家的新生兒——世修的保姆機器人。
多啦A夢很快與世修養成了親密的感情。一日長大後的世修在做多啦A夢的黏土塑像時，耳朵一直做不好，於是對機器工程鼠下達指示「把塑像的耳朵做得和多啦A夢的一樣」，而機器鼠卻理解成「把多啦A夢的耳朵做得和塑像的一樣」。當時多啦A夢正在午睡，因此耳朵被老鼠咬壞（成了害怕老鼠的來源）。
送醫后機器人醫生自豪的表示修理很簡單，反正耳朵「本來就是裝飾用的」。不過還是要進行檢查，途中由於一個小意外（當時有蚊子害他打噴嚏），使醫生撞到儀器，接下來發生的意外就陰錯陽差地將他耳朵割除了，醫生對此除了奉承外，只好表示「不必付修理（醫藥）費了」（这也解释了多啦A梦害怕去医院的來源）。
多啦咪子看到那「光頭」后就瘋狂大笑，感到沮喪的多啦A夢本來要喝「元氣之源」以平復心情，結果卻誤喝「悲劇之源」哭了三天三夜，被妹妹多啦美在海邊發現時，身上黃色電鍍層幾乎已被淚水洗去而成藍色（底色），聲音也變得有些嘶啞。
稍後聽到多啦美說「世修出來找你卻迷路」，多啦A夢又誤喝了「瞬間爆發源」，導致他不斷爆衝飛快直線前進。另一邊時間罪犯綁架了在河邊的世修，藉此要脅時光警察，這時飛快在河面上筆直前進的多啦A夢正好跑上了一個斜坡狀藝術品，又飛上天而撞毀了罪犯時光機的引擎，間接成功讓時光警察將罪犯逮捕歸案，但與世修會合時發現口袋不見了。
劇情快速來到聖誕節，為了紀念多啦A夢立了大功，機器人工廠特別製造了大量的迷你多啦，扮成聖誕老人的校長也送他了一個禮物——新的口袋。爾後由於看到野比世修家境不好，主因即是他的高祖父——野比大雄從前軟弱無力。為了報答野比家族恩情，做為給世修的禮物，多啦A夢決心返回20世紀幫助大雄，《多啦A夢》主要故事也隨著展開。
鏡頭又隨多啦A夢從藤子書桌抽屜出來回到了20世紀。這時隔天早上了藤子還未有靈感，在他看了窗外確認剛剛是不是夢時，不小心踢到了一個不倒翁，拿起它端詳的藤子頓時靈感湧現，構思情節並在紙上畫下了多啦A夢。完成後多啦A夢「活起來」並說：「我叫做多啦A夢」！
片尾曲「電視畫面」中，來到20世紀的多啦A夢不僅嚇到了大雄等一眾人，拿出的道具也引起了他們的不滿。隨後從電視出來的多啦A夢向觀眾謝幕，「多啦A夢族」其餘成員也爭先恐後的出來亮相。最後多啦A夢正要致謝時，多啦咪子與多啦美從兩旁拉起布幕說：結束了！

## 出場人物
| 角色        | 配音員   | 介紹 |
| ----------- | -------- | --- |
| 多啦A夢     | 大山羨代 | 本片主人翁，批量生產的育兒機器人中的一員。與其他機器人個性不同，多啦A夢族之一。 |
| 黃色多啦A夢 | 横山智佐 | 現在藍色的多啦A夢以前的樣子。 |
| 多啦美      | 橫澤啟子 | 多啦A夢妹妹。 |
| 世修        | 太田淑子 | 大雄玄孙。 |
| 多啦咪子    | 皆口裕子 | 多啦A夢同學，將多啦A夢從焚化爐里救出，是貓型跳舞機器人。同時也是多啦A夢的女朋友。當她看到多啦A夢沒有耳朵覺得很好笑，但因為笑得太誇張把自己的下巴笑掉了，這時才了解沒有耳朵的多啦A夢的心情，並跟他道了歉，兩人仍然是最好的朋友。 |
| 寺尾台校長  | 永井一郎 | 機器人養成學校校長。 |

## 其他人物
| 角色          | 配音員        | 介紹 |
| ------------- | ------------- | --- |
| 旁述          | 藤子·F·不二雄 | 《多啦A夢》作者，本片旁白 |
| 藤子·F·不二雄 | 矢田稔        | 《多啦A夢》作者 |
| 藤本正子      |               | 藤子·F·不二雄妻子 |
| 王多啦        | 西原久美子    | 多啦A夢族之一 |
| 艾・馬達多啦  | 伊倉一惠      | 多啦A夢族之一 |
| 多啦尼奧      | 一龍斋貞友    | 多啦A夢族之一 |
| 多啦小子      | 橫山智佐      | 多啦A夢族之一 |
| 多啦尼考夫    | 一龍斋貞友    | 多啦A夢族之一 |
| 多啦默德三世  |               | 多啦A夢族之一 |
| 胖皮          | 立壁和也      | 多啦A夢在特別班同班同學，有著類似胖虎長相及個性的狗型機器人，同樣喜好唱歌且難聽。起先是與小吉一同欺負多啦A夢，後來成為好友。    |
| 小吉          | 肝付兼太      | 多啦A夢在特別班同班同學，有著類似小夫長相及個性的雞型機器人。起先是與胖皮一同欺負多啦A夢，後來成為好友。                        |
| 教師機械人    | 田中亮一      | 特別班級任老師，與大雄班導長得很像。                                                                                            |
| 醫生          | 松尾銀三      | 幫多啦A夢治療的醫生 |
| 世修父親      |               | 大雄曾孫，世修父親 |
| 世修母親      | 佐久間玲子    | 大雄曾孫媳婦，世修母親 |
| 司儀          | 關智一        | 「機器人展示會」主持人 |
| 司儀          | 西原久美子    | 「機器人展示會」主持人 |
| 德爾曼斯坦    | 大塚周夫      | 逃避時光巡邏隊追捕的通緝犯，在他駕駛的時光機開啟時光隧道時，所產生的雷電擊中仍在工廠出廠線的多啦A夢，使之掉了個螺絲而有所缺憾。 |
| 恐龍獵人      | 廣瀨正志      | 德爾曼斯坦助手 |
| 大雄          |               | 多啦A夢角色之一，僅在片尾曲登场                                                                                                 |
| 静香          |               | 多啦A夢角色之一，僅在片尾曲登场                                                                                                 |
| 小夫          |               | 多啦A夢角色之一，僅在片尾曲登场                                                                                                 |
| 胖虎          |               | 多啦A夢角色之一，僅在片尾曲登场                                                                                                 |

## 工作人員
- 原作：藤子・F・不二雄
- 導演：米谷良知
- 繪畫指導：高倉佳彥
- 美術指導：明石聖子
- 攝影指導：熊谷正弘 (Anime Film)
- 錄音領班：浦上靖夫
- 原創音樂：宮崎慎二
- 剪接：岡安肇（岡安Promotion）
- 演出（導演助理）：善聰一郎
- 動畫檢查：中村久子、小山明美
- 色彩指定師：照屋美和子
- 原畫：林靜香、佐佐木正勝、關修一、末吉裕一郎、細井信宏、嶋津郁雄、小山明美、片岡惠美子
- 動畫師：佐佐木智宏、松本英將、高津元弘、針金屋英郎、小林正義、中川政浩、奈良岡光、松田章子、小野塚香子、松尾真理、溝口公
- 仕上：醍醐玲子、前野泉、相原明子、金内順子、安齊直美、大平紀子
- 特別效果設計：土井通明
- 背景繪畫師：天水勝、土師勝弘、中村隆、岡部真由美、竹内惠、松川實早圃
- 撮影：角原幸枝、山田廣明、倉田佳美、木次美則、鈴木浩司、金子仁
- Elly合成攝影：旭Production
- 助理剪接：小島俊彥、中葉由美子、村井秀明、川崎晃洋、三宅圭貴
- 動作音效設計：松田昭彥（Fizz Sound Creation Ltd.）
- 錄音室：APU Studio（現APU Meguro Studio）
- 整音：大城久典
- 音響後期製作：Audio Planning U
- 杜比音效顧問：森幹生 (Continental Far East Ltd.)
- 字幕設計：道川昭
- 底片沖印：株式會社東京現像所
- 製作辦理：齋藤敦、小倉久美
- 監製：別紙壯一、增子相二郎、小泉美明、木村純一
- 製作協力：藤子製作株式會社、Asatsu
- 製作：新銳動畫株式會社
- 出品：小學館株式會社、朝日電視台株式會社、SHIN-EI動畫株式會社

## 主題曲
| 歌曲                                      | 作詞          | 作曲     | 编曲     | 演唱     |
| ----------------------------------------- | ------------- | -------- | -------- | -------- |
| 我是多啦A夢2112（ぼくドラえもん２１１２） | 藤子•F•不二雄 | 菊池俊輔 | 菊池俊輔 | 大山羨代 |

## 備註
1. ↑  現實中，藤本弘當時尚未與藤子不二雄A（安孫子素雄）分家、即仍然共用筆名藤子不二雄，不過劇中角色／旁白是以藤子·F·不二雄自稱，而且是由藤本弘他本人旁述；而漫畫原著《多啦A夢的誕生》中，安孫子素雄有明確地在故事中登場，此故事現時已收錄於《多啦A夢 第0卷》。